# Ольденбургский, Александр Петрович
Герцог Алекса́ндр Константи́н Фри́дрих (Принц Алекса́ндр Петро́вич) Ольденбу́ргский (нем. Herzog Alexander Konstantin Friedrich von Oldenburg; 21 мая (2 июня) 1844 — 6 сентября 1932) — российский генерал от инфантерии (с 1895), генерал-адъютант, сенатор, член Государственного совета. Основатель «старой Гагры».

## Биография
Принц Александр Фридрих Константин (Александр Петрович) родился 21 мая (2 июня) 1844 года; он был четвёртым ребёнком и вторым сыном в семье принца Петра Георгиевича Ольденбургского и принцессы Терезии, урождённой Нассауской. По линии отца являлся правнуком императора Павла I. С рождения был записан прапорщиком в Преображенский лейб-гвардии полк, с 1863 года значился командиром роты, затем батальона. Получил домашнее образование, затем прослушал полный курс в Училище правоведения.
Одной из главнейших его заслуг считается открытие Института экспериментальной медицины в Петербурге.

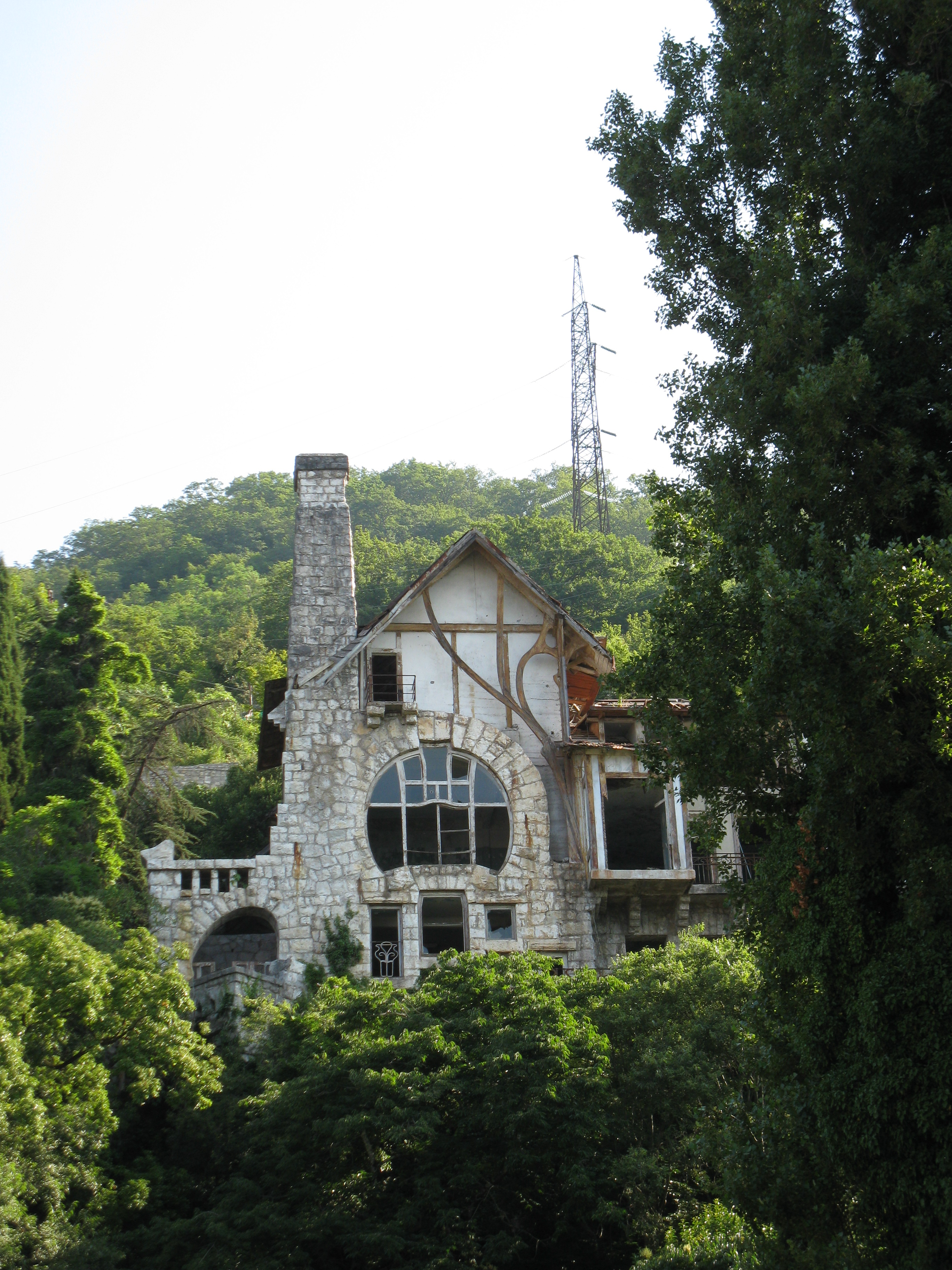
Дворец принца Александра Ольденбургского в Гагре

Принц создал его на собственные средства в 1890 году (с разрешения императора) и остался в качестве основного попечителя. Также он основал в начале 1900-х годов первый на Кавказском побережье Гагрский климатический курорт, проложив в район железнодорожную ветку, поборов местную лихорадку и благоустроив гагрские пляжи.
В 1870—1876 годах был командиром лейб-гвардии Преображенского полка.
В 1876—1880 годах командовал 1-й бригадой 1-й гвардейской пехотной дивизии — так называемой «Петровской бригадой», состоявшей из Преображенского и Семёновского полков. Участник русско-турецкой войны в 1877-78 гг. в чине генерал-майора. В 1880 году назначен генерал-адъютантом Его Императорского Величества.
В 1885—1889 годах командовал гвардейским корпусом.
Оппозиционный политик Виктор Обнинский в своём антимонархическом сочинении писал, что «ретивый принц тщетно старался искоренить» гомосексуальность в военном быту.
С 1895 года — генерал от инфантерии.

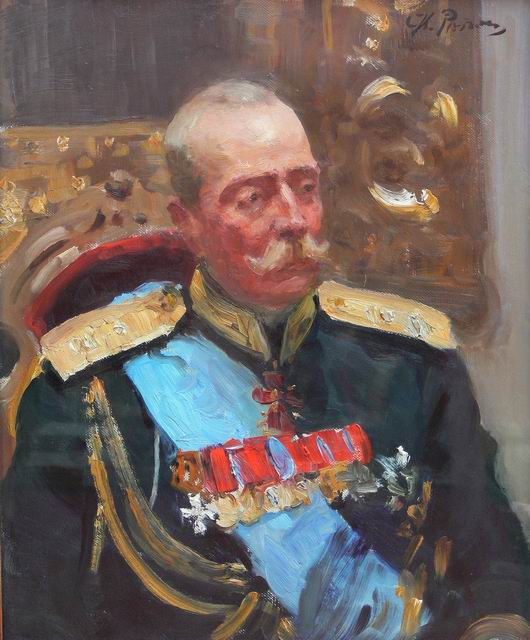
Александр Ольденбургский на эскизе Репина к картине «Торжественное заседание Государственного Совета»

С 1896 года — сенатор, член Государственного совета (в этой должности Репин запечатлел его на картине «Торжественное заседание Государственного совета»).
В 1897 году состоял председателем Противочумной комиссии. В 1898 году по его представлению на имя Императора для оборудования особой вполне изолированой противочумной лаборатории был выделен Кронштадтский форт «Император Александр I». Занимался просветительской деятельностью. Создатель абхазского курорта Гагра. В 1890 году открыл Императорский институт экспериментальной медицины и стал его попечителем. Кроме того, был попечителем Петербургского Императорского училища правоведения, приюта принца Петра Георгиевича Ольденбургского и общества «Маяк».
С 3 сентября 1914 года занимал вновь учреждённую должность верховного начальника санитарной и эвакуационной части. Ему была вверена вся полнота власти на фронте и в тылу над лечебными, санитарными и эвакуационными учреждениями. Организовывал санитарное дело в действующей армии, привлекая к работе неправительственные организации, в том числе Российское общество Красного Креста. Его резиденция размещалась в особом железнодорожном поезде, который разъезжал по тылам фронта.
Высочайшим рескриптом от 25 декабря 1916 года ему были пожалованы бриллиантами украшенные соединённые портреты Александра II, Александра III и Николая II для ношения на Андреевской ленте; рескрипт, значительно более пространный, чем аналогичные, в частности, гласил: «<…> Поистине велики заслуги Ваши и обильны плоды такой неутомимой Вашей деятельности. Блестящее санитарное состояние наших армий и Империи, успехи в деле эвакуации раненых и больных, правильно поставленное лечение их, изыскание новых продуктов питания, изготовление в России медикаментов и связанная с этим новая отрасль отечественной промышленности, и многое другое свидетельствуют о плодотворности забот Ваших, сохранивших России тысячи дорогих ей жизней. Ни громадность поставленных Вам на разрешение задач, ни встреченные по пути затруднения, ни наконец почтенные уже лета Ваши, не могли умалить присущего Вам благородного порыва, который Вы неизменно вносите во всякое принятое на себя дело. Признательная Россия и доблестная армия не забудут трудов Ваших. <…>»

После Февральской революции 1917 года, 21 марта (3 апреля) 1917 года в связи с упразднением всех военно-придворных званий был лишён звания генерал-адъютанта. 22 марта 1917 года числившийся по гвардейской пехоте член Государственного совета, попечитель Училища правоведения и Верховный начальник санитарной и эвакуационной части, генерал от инфантерии принц Александр Петрович Ольденбургский был уволен от службы Временным правительством, по прошению, с мундиром.

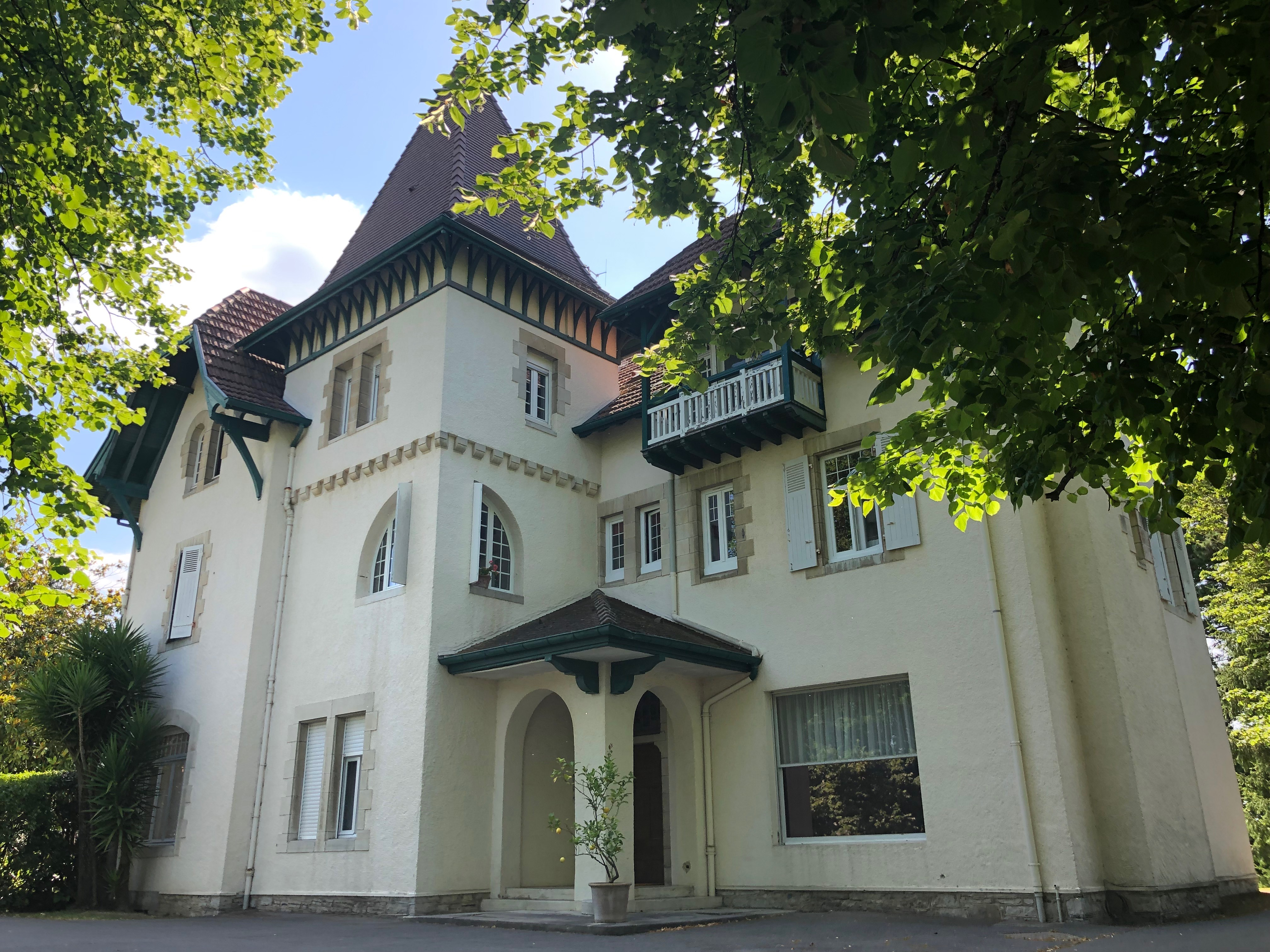
Машелон — вилла в Биаррице

В том же году эмигрировал в Финляндию, откуда спустя год переехал во Францию. В 1921 году приобрёл виллу Машелон в Биаррице, где поселился с супругой. С 6 августа 1921 года являлся почётным председателем Союза преображенцев. В 1929 году в Биаррице с ним встретился учёный Иван Павлов.
Умер 6 сентября 1932 года. Похоронен во Франции в Биаррице на берегу Атлантики.

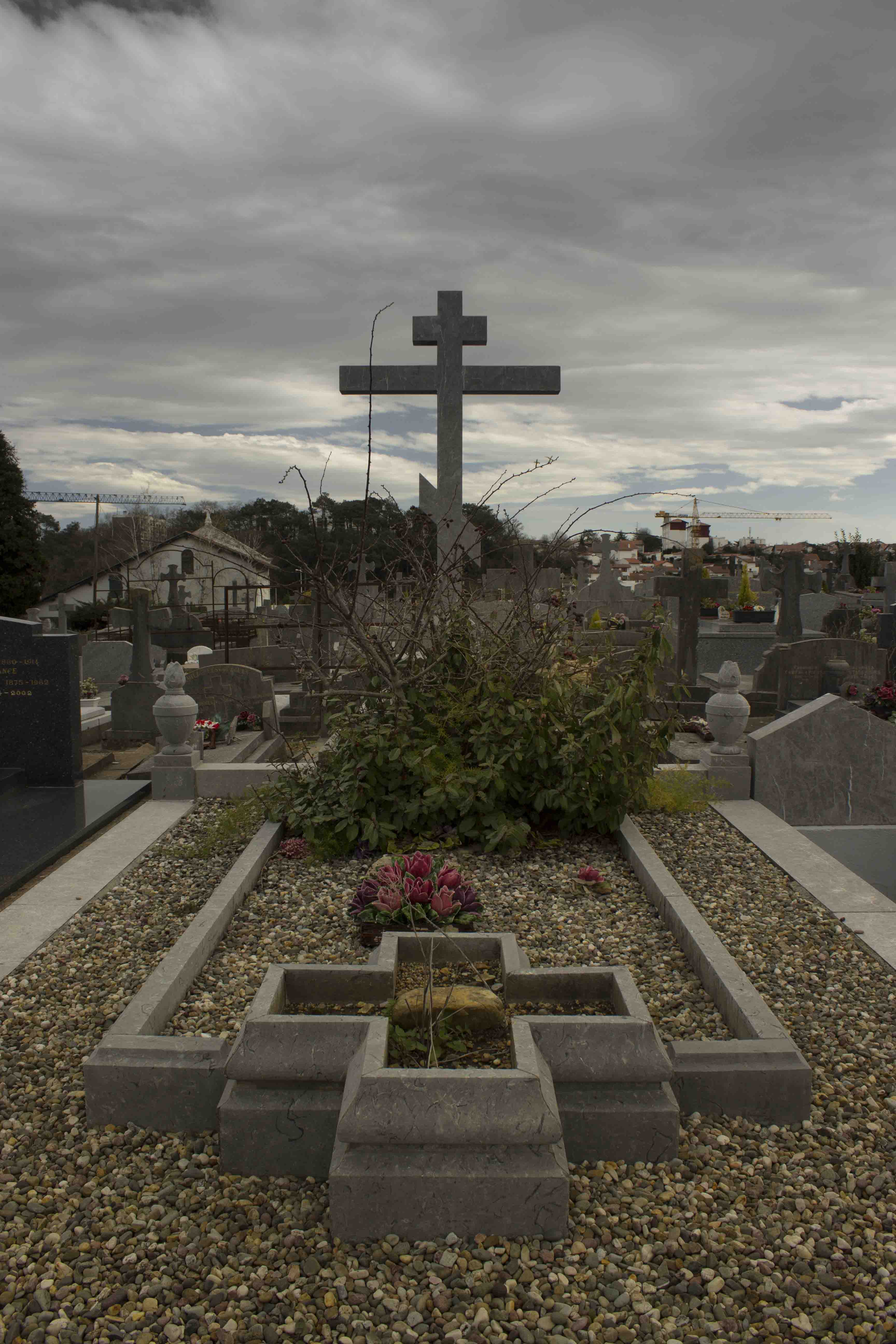
Могила Александра Петровича Ольденбургского во Франции.

## Брак и потомство
7 (19) января 1868 года в Санкт-Петербурге сочетался браком с внучкой императора Николая I — светлейшей княжной Евгенией Максимилиановной Рома́новской, герцогиней Лейхтенбергской (1845—1925), своей троюродной сестрой (супруги были правнуками Павла I).
Имел от брака единственного ребёнка:
- Пётр (1868—1924) — первый супруг великой княгини Ольги Александровны.

## Военные чины и звания

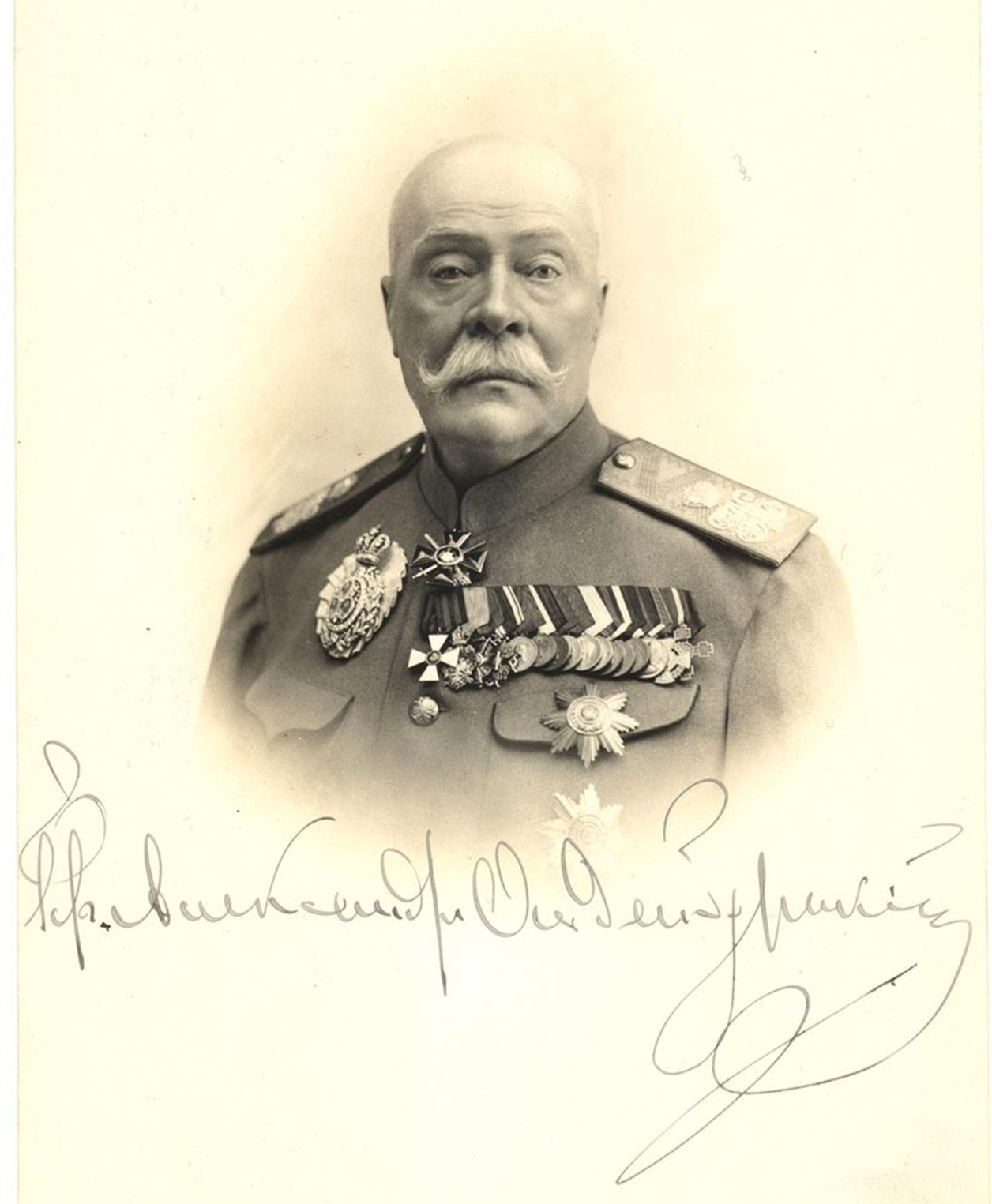
Принц А. П. Ольденбургский — верховный начальник санитарной и эвакуационной части. 1916—1917.

- Прапорщик гвардии (Выс. пр. 21.05.1844)[7]
- Подпоручик гвардии (25.01.1856)
- Поручик гвардии (21.05.1860)
- Штабс-капитан гвардии (06.08.1864)
- Флигель-адъютант (06.08.1865)
- Капитан гвардии (06.08.1867)
- Полковник гвардии (07.01.1868)
- Генерал-майор Свиты (28.03.1871 «по Манифесту»; 09.12.1878 уст. старш. с 17.04.1878, 14.12.1878 — с 30.08.1877, 10.04.1879 — с 15.06.1877)
- Генерал-адъютант (19.02.1880)
- Генерал-лейтенант (30.08.1881)
- Генерал от инфантерии (06.12.1895)

## Награды
- Орден Святой Анны 3-й степени (30.08.1866)[8]
- Орден Святого Андрея Первозванного (07.01.1868)
- Орден Святого Александра Невского (07.01.1868)
- Орден Белого Орла (07.01.1868)
- Орден Святой Анны 1-й степени (07.01.1868)
- Орден Святого Станислава 1-й степени (07.01.1868)
- Орден Святого Владимира 3-й степени (30.08.1870)
- Орден Святого Георгия 4-й степени «За мужество и храбрость, оказанные в разновременных делах с Турками, в 1877 году» (01.01.1878)
- Орден Святого Владимира 2-й степени с мечами за отличие против турок под Филиппополем 03-05.01.1878 г. (04.08.1878)
- Золотое оружие «За храбрость» (13.01.1879)
- Высочайшее благоволение за русско-турецкую войну (14.02.1880)
- Высочайший рескрипт за руководство Комиссией о предупреждении занесения в империю чумной заразы и о борьбе с нею в 1897—1899 гг. (25.01.1899)
- Орден Святого Владимира 1-й степени (06.05.1900)
- Титул Его Императорского Высочества (28.05.1914)
- Портреты императоров Александра II, Александра III и Николая II, украшенные бриллиантами (25.12.1916)
- Высочайшие благодарности в 1885 г., 1886 г., 1887 г., 1888 г. и 1889 г.
- Тёмно-бронзовая медаль на Александровской ленте в память Священного коронования императора Александра III (14.05.1884)

Иностранные:
- Ольденбургский Орден Петра-Фридриха-Людвига 1-й степени с цепью (02.06.1844)
- Вюртембергский орден Короны 1-й степени (1863)
- Черногорская медаль (1873)
- Австрийский Орден Святого Стефана, большой крест (1874)
- Румынская Медаль за военные заслуги[англ.] (1878)
- Румынская золотая Медаль за военные заслуги[англ.] (16.02.1879)
- Нидерландский Орден Золотого льва Нассау (1881)
- Черногорский Орден Князя Даниила I 1-й степени (1881)
- Черногорская золотая медаль за военные заслуги (1881)
- Иерусалимский орден Защиты гроба Господня (1881)
- Болгарский Орден «Святой Александр» 1-й степени (17.07.1883)
- Прусский Орден Красного орла 1-й степени (24.09.1888)
- Прусский Орден Чёрного орла (24.09.1888)
- Гессен-Дармштадтский Орден Людвига, Большой крест (1889)
- Греческий Орден Спасителя 1-й степени (1889)
- Греческий Орден Спасителя 1-й степени со звездой (1893)
- Мекленбургский Орден Вендской Короны 1-й степени со звездой (1893)
- Саксен-Альтенбургский династический Орден Саксен-Эрнестинского дома 1-й степени со звездой (1893)
- Бухарский Орден Благородной Бухары с бриллиантами (1893)

## Упоминания в литературе
- Гославская С. Е., «Записки киноактрисы». Именно принц Ольденбургский поручил отцу мемуаристки, писателю и драматургу Е. П. Гославскому, написать пьесу «Пар» о создании первой в России паровой машины.
- Искандер Ф. А., «Сандро из Чегема» (глава «Принц Ольденбургский») — глава посвящена встрече Сандро с принцем Ольденбургским. В главе нет почти никаких исторических неточностей.
- Кони А. Ф., «Воспоминания о деле Веры Засулич». Мемуарист описывает принца как человека, «в котором добрые намерения перекрещивались с бешеными порывами и попытки принести пользу — с безжалостными проявлениями грубейшего насилия»[9].